# HD 10647
HD 10647, auch als q1 Eridani bekannt, ist ein etwa 57 Lichtjahre entfernter Hauptreihenstern der Spektralklasse F8 im Sternbild Eridanus. Der Stern hat eine Masse von ungefähr 1,1 Sonnenmassen und wird vom Exoplaneten HD 10647 b mit einer Periode von rund 1000 Tagen umrundet.

## Planetarer Begleiter
Die Umlaufbahn von HD 10647 b hat eine große Halbachse von ca. 2,0 Astronomischen Einheiten. Der Exoplanet hat eine Mindestmasse von etwa 0,93 Jupitermassen; man kann somit davon ausgehen, dass es sich um einen Gasplaneten handelt. Er wurde von Michel Mayor et al. im Jahr 2003 mit Hilfe der Radialgeschwindigkeitsmethode entdeckt.